# Adam (film)
 For alternative betydninger, se Adam. (Se også artikler, som begynder med Adam)
Adam er en dansk kortfilm fra 2000 instrueret af Morten Dalsgaard og efter manuskript af Jacob Wellendorf.

## Handling
Med bibelske symboler set i et nutidigt univers gives en moderne version af syndefaldsmyten. En fortolkning, der med positive visioner om kundskabens mulighed, tager os alle med på en anderledes rejse fra Sorgenfri til Friheden.